# Розенхајм (Округ Алтенкирхен)
Розенхајм (њем. Rosenheim) општина је у њемачкој савезној држави Рајна-Палатинат. Једно је од 119 општинских средишта округа Алтенкирхен (Вестервалд). Према процјени из 2010. у општини је живјело 716 становника. Посједује регионалну шифру (AGS) 7132095.

## Географски и демографски подаци
Розенхајм се налази у савезној држави Рајна-Палатинат у округу Алтенкирхен (Вестервалд). Општина се налази на надморској висини од 400 метара. Површина општине износи 4,1 km². У самом мјесту је, према процјени из 2010. године, живјело 716 становника. Просјечна густина становништва износи 175 становника/km².